# Желтушник
Желту́шник (лат. Erýsimum) — род травянистых растений семейства Капустные (Brassicaceae), обширно распространённых по всему северному полушарию, особенно по горам.

## Ботаническое описание
Однолетние или двулетние травянистые растения, с цельными узкими листьями и небольшими жёлтыми цветами в кистях на концах ветвей.

## Хозяйственное значение и применение

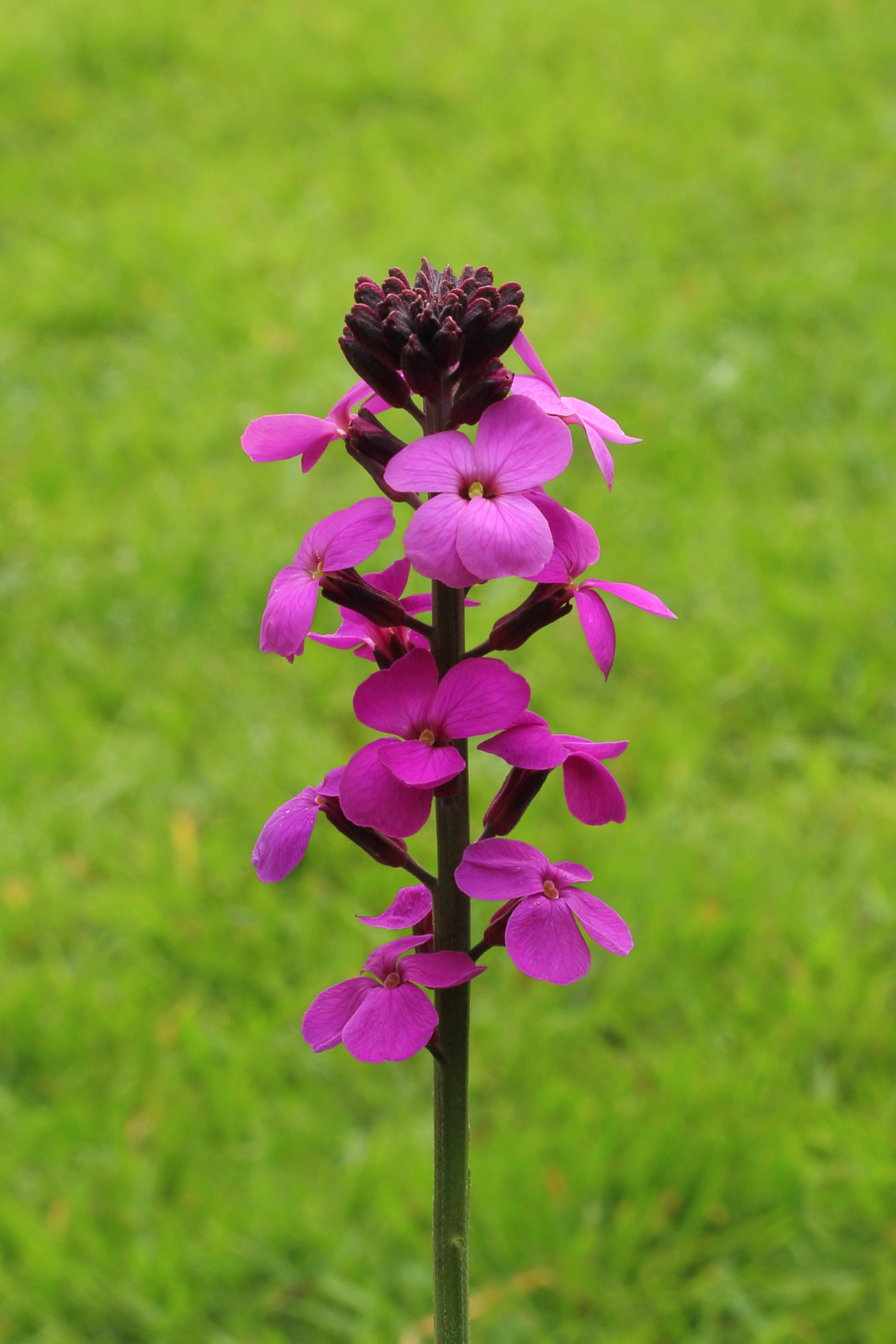
— один из красивоцветущих культиваров желтушника

В России почти повсеместно как сорное растение распространён желтушник левкойный (Erysimum cheiranthoides) — невзрачное растение с мелкими цветами. Встречается на суглинистых почвах. Употребление его в пищу вызывает у животных раздутие живота.
В цветоводстве используется лакфиоль (Erysimum ×cheiri), а также желтушник оранжевый (Erysimum perofskianum) с оранжевыми цветами и желтушник Маршалла (Erysimum marschallianum) с тёмно-жёлтыми цветами.
Большинство видов желтушника содержат в плодах жирное масло (до 40 %), которое можно использовать для производства олифы.
Почти все виды — хорошие медоносы.

## Классификация

### Таксономия[2]
Erysimum  L., 1753, Sp. Pl. : 660
Род Желтушник относится к семейству Капустные (Brassicaceae) порядка Капустоцветные (Brassicales). Кладограмма в соответствии с Системой APG IV по состоянию на июнь 2023 года:
|  |                                      |  |                                   |                                   |                     |  | ещё 16 семейств |              |               |                                                              |
|  |                                      |  |                                   |                                   |                     |  |                 |              |               | 286 подтвержденных видов и 80 видов, ожидающих подтверждения |
|  |                                      |  |                                   | порядок Капустоцветные            |                     |  |                 |              | род Желтушник |                                                              |
|  |                                      |  |                                   | порядок Капустоцветные            |                     |  |                 |              | род Желтушник |                                                              |
|  | отдел Цветковые, или Покрытосеменные |  |                                   |                                   | семейство Капустные |  |                 |              |               |                                                              |
|  | отдел Цветковые, или Покрытосеменные |  |                                   |                                   |                     |  |                 |              |               |                                                              |
|  |                                      |  | ещё 63 порядка цветковых растений | ещё 63 порядка цветковых растений |                     |  |                 | ещё 354 рода | ещё 354 рода  |                                                              |
|  |                                      |  |                                   | ещё 63 порядка цветковых растений |                     |  |                 |              | ещё 354 рода  |                                                              |

## Виды
Некоторые из них:
- Erysimum altaicum C.A.Mey. — Желтушник алтайский, или Желтушник низкий
- Erysimum argyrocarpum N.Busch — Желтушник сереброплодный
- Erysimum artwinense N.Busch — Желтушник артвинский
- Erysimum aureum M.Bieb. — Желтушник золотистый
- Erysimum babataghi Korsh. — Желтушник бабатагский
- Erysimum badghisi (Korsh.) Lipsky ex N.Busch — Желтушник бадхызский
- Erysimum bicolor (Hornem.) DC. — Желтушник двуцветный
- Erysimum brachycarpum Boiss. — Желтушник короткоплодный
- Erysimum brevistylum Sommier & Levier — Желтушник короткостолбчатый
- Erysimum caspicum N.Busch — Желтушник каспийский
- Erysimum caucasicum Trautv. — Желтушник кавказский
- Erysimum chazarjurti N.Busch — Желтушник хазарюртский
- Erysimum cheiranthoides L. — Желтушник левкойный, или Желтушник лакфиолевыйtypus
- Erysimum cheiri (L.) Crantz — Желтушник садовый, или Лакфиоль, или Желтофиоль, или Желтушник Чери
- Erysimum collinum (M.Bieb.) Andrz. ex DC. — Желтушник холмовой
- Erysimum contractum Sommier & Levier — Желтушник скученный
- Erysimum crassipes Fisch. & C.A.Mey. — Желтушник толстоногий
- Erysimum cretaceum (Trautv.) Schmalh. — Желтушник меловой
- Erysimum creticum Boiss. & Heldr. — Желтушник критский
- Erysimum cuspidatum (M.Bieb.) DC. — Желтушник щитовидный
- Erysimum cyaneum Popov — Желтушник прижатоплодный
- Erysimum czernjajevi N.Busch — Желтушник Черняева
- Erysimum diffusum Ehrh. — Желтушник раскидистый, или Желтушник рассеянный, или Желтушник сероватый, или Желтушник серый
- Erysimum gaudanense Litv. — Желтушник гауданский
- Erysimum gelidum Bunge — Желтушник холодный
- Erysimum hieraciifolium L.f. — Желтушник ястребинколистный
- Erysimum hungaricum Zapal. — Желтушник Валенберга
- Erysimum ibericum (Adam) DC. — Желтушник грузинский
- Erysimum inense N.Busch — Желтушник ининский
- Erysimum insulare (Greene) Greene — Желтушник островной
- Erysimum ischnostylum Freyn & Sint — Желтушник тонкостолбиковый
- Erysimum kotschyanum J.Gay — Желтушник Кочи
- Erysimum krynkense Lavrenko — Желтушник крынкинский
- Erysimum kykkoticum Hadjik. & Alziar
- Erysimum lazistanicum Rupr. — Желтушник лазистанский
- Erysimum leptophyllum (M.Bieb.) Andrz. ex DC. — Желтушник узколистный
- Erysimum leptostylum DC. — Желтушник узкостолбчатый
- Erysimum leucanthemum (Stephan ex Willd.) B.Fedtsch. — Желтушник белоцветный, или Желтушник пасгальский
- Erysimum lilacinum Steinb. — Желтушник лиловый
- Erysimum marschallianum Andrz. ex DC. — Желтушник Маршалла
- Erysimum menziesii (Hook.) Wettst. — Желтушник Мензиса
- Erysimum meyerianum (Rupr.) N.Busch — Желтушник Мейера
- Erysimum nevadense Reut. — Желтушник невадский
- Erysimum occidentale (S.Watson) B.L.Rob. — Желтушник западный
- Erysimum odoratum Ehrh. — Желтушник душистый
- Erysimum perofskianum Fisch. & C.A.Mey. — Желтушник оранжевый
- Erysimum popovii Rothm. — Желтушник Попова
- Erysimum pulchellum (Willd.) J.Gay — Желтушник красивый
- Erysimum redowskii Weinm. — Желтушник Редовского
- Erysimum repandum L. — Желтушник выемчато-зубчатый, или Желтушник выгрызенный
- Erysimum samarkandicum Popov — Желтушник Франше
- Erysimum sisymbrioides C.A.Mey. — Желтушник гулявниковый
- Erysimum strictisiliquum N.Busch — Желтушник прямостручковый
- Erysimum substrigosum (Rupr.) N.Busch — Желтушник шершавый
- Erysimum subulatum J.Gay — Желтушник персидский
- Erysimum szowitsianum Boiss. — Желтушник Шовица
- Erysimum violascens Popov — Желтушник фиолетовый
- Erysimum virgatum Roth — Желтушник лозный, или Желтушник прямой
- Erysimum vitellinum Popov — Желтушник желточный
- Erysimum witmannii Zaw. — Желтушник Виттмана

### Синонимы
- Acachmena  H.P.Fuchs
- Agonolobus  Rchb.
- Cheiranthesimum  Bois
- Cheiranthus  L.
- Cheiri  Adans.
- Cheirinia  Link
- Cheirysimum  Janch.
- Cuspidaria  (DC.) Besser
- Dichroanthus  Webb & Berthel.
- Erysimastrum  F.J.Ruprecht
- Leucoium  Mill.
- Palaeconringia  E.H.L.Krause
- Strophades  Boiss.
- Stylonema  Kuntze
- Syrenia  Andrz. ex Besser
- Syreniopsis  H.P.Fuchs